# Trogoderma mauricepici
Trogoderma mauricepici is een keversoort uit de familie spektorren (Dermestidae). De wetenschappelijke naam van de soort werd in 2003 gepubliceerd door Háva.